# Chidozie Awaziem
Chidozie Awaziem (ur. 1 stycznia 1997 w Enugu) – nigeryjski piłkarz grający na pozycji środkowego obrońcy w amerykańskim klubie FC Cincinnati. Reprezentant Nigerii.

## Życiorys

### Kariera klubowa
W latach 2015–2018 był zawodnikiem FC Porto B z LigaPro. Od 2016 do 2021 występował w portugalskim klubie FC Porto z Primeira Liga, skąd wypożyczony był do FC Nantes (Francja, Ligue 1), Çaykur Rizespor (Turcja, Süper Lig), CD Leganés (Hiszpania, Primera División) i Boavista FC. W 2021 r. podpisał kontrakt z Boavistą. W tym samym roku został wypożyczony do Alanyasporu. Od sierpnia 2022 do czerwca 2023, na zasadzie wypożyczenia, reprezentował barwy chorwackiego Hajduka Split. W 2024 przeszedł do FC Cincinnati.

### Kariera reprezentacyjna
W reprezentacji Nigerii zadebiutował 10 czerwca 2017 na stadionie Godswill Akpabio International Stadium (Uyo) w przegranym 0:2 meczu przeciwko Południowej Afryce.